# まついのりこ
まつい のりこ（松井紀子、1934年3月17日 - 2017年2月12日）は、日本の絵本作家、紙芝居作家。
絵本の代表作は『じゃあじゃあびりびり』、『かずのほん』、『とけいのほん』など。紙芝居では『おおきくおおきくおおきくなあれ』などを発表し、紙芝居の普及に努めた。

## 経歴
1934年3月17日、和歌山県和歌山市生まれ。和歌山大学学芸学部を卒業後、東京で小学校教員（図工）となる。
子育ての中で絵本に関心を持ち、28歳で絵を学ぶべく武蔵野美術大学に入学、卒業。
自分の子供に手作りの絵本を作ったことが、のちに絵本作家に進む出発点となる。絵本作家となる。1976年、『ころころぽーん』でボローニャ世界児童図書展エルバ賞を受賞。
また紙芝居でも作品を発表、「観客参加型紙芝居」を確立したと評される。「紙芝居文化の会」代表を務め、紙芝居の普及に当たる。1991年から始めたベトナムへの紙芝居普及支援について「ベトナム文化功労賞」を受賞している。
2017年2月12日没、82歳。
夫は数学教育者の松井幹夫で、算数に関する共著書もある。長女は松井エイコ（壁画家）、次女は松井朝子（パントマイミスト）。

## 作品
絵本は2007年8月までに67冊が出版された。

### 絵本
- 『たしざん』福音館書店 1971
- 『あいうえおのほん』フクインカン 1972
- 『かずのほん』遠山啓監修 福音館書店 かがくのとも傑作集 1972
- 『ひきざん』フクインカン 1972
- 『ひらがなのほん』福音館書店 かがくのとも傑作集 1972
- 『とけいのほん』福音館書店 1973
- 『あかちゃんのほん [1] (あめふり)』偕成社 1974[3]
- 『あかちゃんのほん [2] (おたんじょうび)』偕成社 1974
- 『あかちゃんのほん [3] (おはよう)』偕成社 1974
- 『ころころぽーん』福音館書店 1975 - 1976年、ボローニャ世界児童図書展エルバ賞[5][1][2][4]
- 「ちっちゃなちっちゃなおばけ」偕成社、1976[3][4]

1、ぴーちゃんにじにのる
2、ぴーちゃんくもにとぶ
3、ぴーちゃんほしのことあそぶ
- 『おうちができた』偕成社 かんじのえほん 1980
- 『ふしぎなかがみ』偕成社 かんじのえほん 1980
- 『みんなでうたおうよ』小作久美子作曲 偕成社 かんじのえほん 1980
- 『じどうしゃくるるん』作・絵 偕成社 1981
- 『すうじの本』岩波書店 ぼくのさんすう・わたしのりか 1981
- 『カタカナのほん』偕成社 1982
- 『九九のほん』偕成社 1982
- 『じゃあじゃあびりびり』（偕成社）1983
- 『ばいばい』偕成社 1983
- 『みんなでね』偕成社 1983
- 『クリスマスケーキをさあどうぞ』トモ企画 まついのりこクリスマスえほん 1984
- 『はじめてのたしざん』偕成社 1984
- 『はじめてのひきざん』偕成社 1984
- 『ひらがなあいうえお』偕成社 1984
- 「行事こびとのえほん」童心社

おしょうがつこびとのおはなし 1986
おつきみこびとのおはなし 1986
こいのぼりこびとのおはなし 1986
たなばたこびとのおはなし 1986
ひなまつりこびとのおはなし 1986
まめまきこびとのおはなし 1986
- 『くりあがりのたしざん』偕成社 1986
- 『サンタといっしょにメリークリスマス』トモ企画 まついのりこクリスマスえほん 1986
- 『サンタにてがみがとどいたよ』トモ企画 まついのりこクリスマスえほん 1986
- 『おおきくなった!』偕成社 1987
- 『おかあさんだ』偕成社 1987
- 『じょうずじょうず』偕成社 1987
- 「どんぐりくんのことばえほん」講談社 1987

どんぐりひろばの12つき
ぼーるころころぽーん 1987
くいしんぼうのどんぐりくん 1990
どんぐりくんのかくれんぼう 1990
- 「まるちゃんのたからもの」偕成社

ふしぎなくるま 1988
ふしぎなプロペラ 1988
ふしぎなほし 1988
ぴかぴかぴかっ 2009
ぶるるんぶるるん 2009
- 『こびとくんなにしてるの かずとあそぼう』童心社 さんすうあそびえほん 1992
- 『とびらをとんとんとん みぎひだりとあそぼう』童心社 さんすうあそびえほん 1992
- 『トンネルにはいろう かたちとあそぼう』童心社 さんすうあそびえほん 1992
- 『クリスマスケーキをさあどうぞ』童心社 まついのりこクリスマスえほん 1995
- 『サンタといっしょにメリークリスマス』童心社 まついのりこクリスマスえほん　1995
- 『サンタにてがみがとどいたよ』童心社 まついのりこクリスマスえほん 1995
- 『いじわるあくまだどうしよう』童心社 ひらがなあそびえほん 1996
- 『うちゅうじんがやってきた』童心社 ひらがなあそびえほん 1996
- 『おばけくんなかないで』童心社 ひらがなあそびえほん 1996
- 『うしろにいるのはだあれ』童心社 2003
- 『とっとことっとこ』童心社 2003[2]
- 『あの日の空の青を』松井エイコ絵 童心社 2005
- 『きゅるきゅるきゅる』偕成社 まるちゃんのたからもの 2009
- 『とんとんとんこんにちは!』童心社 2009
- 『ぶたちゃんりんごちゃん』童心社 2009

### 紙芝居
- 『おおきくおおきくおおきくなあれ』（童心社） - 1983年、高橋五山賞[5][2][4]
- 『たからさがし』脚本・画 童心社 よいこの12か月 1983
- 『ごきげんのわるいコックさん』ひょうしぎ共脚本・画 童心社 とびだすせかい 1985
- 『ふしぎなくるま』脚本・絵 童心社 2000
- 『かりゆしの海』脚本・絵 横井謙典写真　童心社 かみしばいとびだすせかい こども参加 2008
- 『ひーらいたひーらいた』脚本・絵 童心社 2010
- 『UFOがやってきた 目の不自由な人といっしょに』脚本・絵 童心社 障がいを理解する紙しばい いっしょにあるこうね 2012
- 『みんなでぽん! 手話ってすてきなことば』脚本・絵 童心社 障がいを理解する紙しばい いっしょにあるこうね 2012

### 評論
- 『紙芝居・共感のよろこび』童心社 1998
- 『紙芝居の演じ方Q&A』作・絵 童心社 2006

### 共著
- 『絵でおぼえる漢字の本』下村昇著　偕成社、1977-78[3]
- 『わかるわりざん』松井幹夫共著 岩波書店 算数と理科の本 1979
- 『さんすう絵本 1・2年生のさんすうたんけん』松井幹夫共著 偕成社 1995
- 『大きな数のかけ算』松井幹夫共著 偕成社 算数たんけん 2006
- 『わり算わかったよ』松井幹夫共著 偕成社 算数たんけん 2006
- 『2けたのたしざんひきざん』松井幹夫共著 偕成社 算数たんけん 2006
- 『3けた4けたのたしざんひきざん』松井幹夫共著 偕成社 算数たんけん 2006
- 『9までのたしざんひきざん』松井幹夫共著 偕成社 算数たんけん 2006
- 『かけざんとかけざん九九』松井幹夫共著 偕成社 算数たんけん 2006
- 『くりあがりくりさがり2けたのたしざんひきざん』松井幹夫共著 偕成社 算数たんけん 2006
- 『くりあがりのたしざんくりさがりのひきざん』松井幹夫共著 偕成社 算数たんけん 2006
- 『大きな数でわるわり算』松井幹夫共著 偕成社 算数たんけん 2008
- 『小数のかけ算の秘密』松井幹夫共著 偕成社 算数たんけん 2012